# بیستمین جشن سینمای ایران
بیستمین جشن خانه سینمای ایران در روز ۱۰ شهریور ۱۳۹۷ برگزار شده‌است.

## تعداد نامزدها و برنده‌ها
فیلمهایی که در چند رشته کاندیدای دریافت تندیس بودند:
| خوک                    | ۱۰ |
| بدون تاریخ، بدون امضاء | ۱۰ |
| به وقت شام             | ۷  |
| خفه‌گی                  | ۷  |
| سارا و آیدا            | ۵  |
| عصبانی نیستم!          | ۵  |
| سد معبر                | ۳  |
| بیست و یک روز بعد      | ۳  |
| فراری                  | ۳  |

فیلمهایی که موفق به دریافت چند تندیس شدند:
| بدون تاریخ، بدون امضاء | ۵ |
| خوک                    | ۳ |
| به وقت شام             | ۲ |
| سارا و آیدا            | ۲ |
| سد معبر                | ۲ |

## برندگان و نامزدها[۱]
| تندیس بهترين فيلم - بدون تاریخ، بدون امضاء – علی جلیلوند - به وقت شام – محمد خزاعی - خوک – مانی حقیقی - عصبانی نیستم! – رضا درمیشیان - فراری – جهانگیر کوثری                                                                            | تندیس بهترين کارگردانی - وحید جلیلوند – بدون تاریخ، بدون امضاء - اصغر یوسفی‌نژاد – خانه - ابراهیم حاتمی‌کیا – به وقت شام - فریدون جیرانی – خفه‌گی - مانی حقیقی – خوک - رضا درمیشیان – عصبانی نیستم!                                       |
| تندیس بهترين بازیگر زن - غزل شاکری – سارا و آیدا - محدثه حیرت – خانه - شبنم مقدمی – خجالت نکش - الناز شاکردوست – خفه‌گی - فرشته حسینی – رفتن - زهرا داوودنژاد – شماره ۱۷ سهیلا                                                           | تندیس بهترين بازیگر مرد - حامد بهداد – سد معبر - امیر آقایی – بدون تاریخ، بدون امضاء - نوید محمدزاده – خفه‌گی - حسن معجونی – خوک - نوید محمدزاده – عصبانی نیستم!                                                                        |
| تندیس بهترين بازیگر زن نقش مکمل - زکیه بهبهانی – بدون تاریخ، بدون امضاء - پانته‌آ پناهی‌ها – جشن دلتنگی - لیلی رشیدی – خوک - پگاه آهنگرانی – سارا و آیدا - مهتاب کرامتی – ناخواسته                                                        | تندیس بهترين بازیگر مرد نقش مکمل - نوید محمدزاده – بدون تاریخ، بدون امضاء - فرید سجادی حسینی – ایتالیا ایتالیا - اکبر زنجانپور – پل خواب - مسعود کرامتی – چهارراه استانبول - نادر فلاح – سد معبر - بهرام افشاری – کارگر ساده نیازمندیم |
| تندیس بهترين فیلمنامه - علی زرنگار و وحید جلیلوند – بدون تاریخ، بدون امضاء - رضا مقصودی و افرا جورابلو – خجالت نکش - مانی حقیقی – خوک - فرید مصطفوی و ابوالحسن داوودی – زادبوم - امیر عربی – سارا و آیدا - رضا درمیشیان – عصبانی نیستم! | تندیس بهترين موسیقی متن - پیمان یزدانیان – خوک - آرمان موسی‌پور – چهارراه استانبول - کارن همایونفر – خفه‌گی - ستار اورکی – فیلشاه - بهزاد عبدی – قاتل اهلی - امیر معینی – ملی و راه‌های نرفته‌اش                                           |
| تندیس بهترين فيلمبرداری - مسعود سلامی – خفه‌گی - بهرام بدخشانی – نگار - داوود امیری – دلم می‌خواد - فرشاد محمدی – قاتل اهلی - پیمان شادمان‌فر – بدون تاریخ، بدون امضاء                                                                     | تندیس بهترين تدوین - احمد مرادپور – سارا و آیدا - مهرداد خوشبخت – به وقت شام - محمدرضا مویینی، هدا مویینی – بیست و یک روز بعد - بهرام دهقان – خفه‌گی - بهرام دهقان – نگار - حسن حسن‌دوست – فراری                                         |
| تندیس بهترين چهره‌پردازی - مهرداد میرکیانی – خوک - محسن ملکی – آپاندیس - عبدالله اسکندری – بدون تاریخ، بدون امضاء - عباس عباسی – چهارراه استانبول - نوید فرح‌مرزی – مصادره                                                                | تندیس بهترین طراحی صحنه - حجت اشتری – سد معبر - محسن نصراللهی – بدون تاریخ، بدون امضاء - کامیاب امین عشایری – بیست و یک روز بعد - کیوان مقدم – مالاریا - امیر اثباتی – هجوم                                                            |
| تندیس بهترین طراحی لباس - نگار نعمتی – خوک - سارا سمیعی – اسرافیل - کامیاب امین عشایری – بیست و یک روز بعد - نازنین خزائی – تابستان داغ - امیر اثباتی، نازنین توسلی – هجوم                                                              | تندیس بهترين صدابرداری - رشید دانشمند – پل خواب - جهانگیر میرشکاری و مهدی ابراهیم‌زاده – اسرافیل - امین میرشکاری – بدون تاریخ، بدون امضاء - طاهر پیشوایی – به وقت شام - عباس رستگارپور – نفس - پرویز آبنار – فراری                      |
| تندیس بهترين صداگذاری - علیرضا علویان – به وقت شام - محمود موسی‌نژاد – جشن دلتنگی - آرش قاسمی – حریم شخصی - امیرحسین قاسمی – خوک - محمدرضا دلپاک، رضا نریمی‌زاده – عصبانی نیستم!                                                          | تندیس بهترین جلوه‌های ویژه بصری - فرید ناظرفصیحی – چهارراه استانبول - سید هادی اسلامی – به وقت شام - بهنام خاکسار – سارا و آیدا - امیر ولیخانی – شکلاتی                                                                                 |
| تندیس بهترین جلوه‌های ویژه میدانی - محسن روزبهانی – به وقت شام - حمید رسولیان – اشنوگل - آرش آقابیگ – خفه‌گی - ایمان کرمیان – خوک - عباس شوقی – سوگ                                                                                       | تندیس بهترین کارگردانی مستند - ارد عطارپور – پرسپولیس شیکاگو - محمدصادق دهقانی – تالان - هادی احمدی – دادا سلطنه - محمدرضا وطن‌دوست – لوتوس - جواد وطنی – ورس                                                                           |
| تندیس بهترین فیلم مستند - در جستجوی فریده - آزاده موسوی و کورش عطایی - اسرار دریاچه – آرمین ایثاریان - خرامان – طلا آزادروش - زنبورک در گام مینور – پیمان فتوت احمدی - مثل اسمم پگاه – سودابه بیضایی و کاوه فرنام                       | تندیس بهترین فیلم کوتاه - بچه خور – محمد کارت - تو هنوز اینجایی – کتایون پرمر، محمد روحبخش - دریای تلخ – فاطمه احمدی - گسل – سهیل امیر شریفی - مثل بچه آدم – آرین وزیر دفتری                                                           |
| تندیس بهترین انیمیشن - بدو رستم بدو - حسین ملایمی - ایکی – پرستو کاردگر - شب ترسناک لومو – ساره شفیعی پور - روباه – صادق جوادی - یکی بود، یکی نبود – مهین جواهریان                                                                      | |